# Пома, Родольф
Родольф Пома (нем. Rodolphe Poma; 12 октября 1885, Гент — 1954, неизвестно) — бельгийский гребец, серебряный призёр летних Олимпийских игр 1908 года.
На Играх 1908 года в Лондоне Пома входил в состав бельгийского экипажа восьмёрок. Его команда заняла итоговое второе место и получила серебряные медали.